# Alytes muletensis
Il rospo delle Baleari o ferreret (Alytes muletensis (Sanchiz e Adrover, 1979)) è una specie di anfibio della famiglia degli Alytidi.

## Descrizione
Le sue dimensioni sono ridotte (3,5-4,5 cm) ed è caratterizzato da una colorazione giallastra o marrone chiaro con marmorizzature scure sulla pelle.

## Biologia
Si tratta di una specie prevalentemente terrestre. Durante il periodo degli accoppiamenti (tra la primavera e l'estate) sia la femmina che il maschio emettono dei richiami per cercare un partner. La femmina depone le uova in modo da formare un "grappolo" che il maschio trasporta sino al momento della schiusa. I girini, di grandi dimensioni, maturano molto velocemente.

## Distribuzione e habitat
È diffuso esclusivamente sull'isola di Maiorca, una delle Baleari.

## Conservazione
La specie fu descritta nel 1979 in base a resti subfossili, e fu creduta estinta sino al 2000, quando in una zona molto appartata dell'isola furono scoperti degli individui vivi. È stato oggetto di un efficace progetto di salvaguardia consistente nell'allevamento di animali in cattività poi reintrodotti.